# 白濱海水浴場前站
白濱海水浴場前站（日语：／ Shirahama-kaisui-yokujō-mae eki */?）是位於長崎縣南島原市口之津町，島原鐵道島原鐵道線的已停用車站。

## 歷史
- 1932年（昭和7年）11月15日 - 口之津鐵道女學校前站（日语：／）啟用。
  - 「女學校」是位於車站附近的長崎縣立口加高等女學校（現時：長崎縣立口加高等學校（日语：長崎県立口加高等学校））。
- 1943年（昭和18年）7月1日 - 公司合併，成為島原鐵道車站。
- 19xx年（戰後） - 車站廢止。
- 1973年（昭和48年）10月1日 - 再次啟用。同時車站改名為白濱海水浴場前站。
- 1986年（昭和61年）4月 - 新候車室竣工[1]。
- 2008年（平成20年）4月1日 - 隨著島原外港站至加津佐站之間廢止，此站也永久停用。

## 車站構造
此站是地面車站，設有1面1線的單式月台。此站是無人車站。此站沒有車站大樓，在月台上設有候車室和自動販賣機。在月台靠近口之津一端設有出入口。

## 車站周邊
站前設有白濱海灘。
- 白濱團地
- 長崎縣立口加高等學校（日语：長崎県立口加高等学校）
- 國道251號（日语：国道251号）
- 久木山簡易郵局

## 利用狀況
在此站最後的一個營業年度（2007年度），一年總乘車人次為71,544人，下車人次為75,861人。
以下為一年總乘車人次和下車人次變化。
| 年度               | 一年總 乘車人次 | 一年總 下車人次 |
| ------------------ | --------------- | --------------- |
| 1997年（平成09年） | 63,825          | 64,339          |
| 1998年（平成10年） | 61,547          | 61,497          |
| 1999年（平成11年） | 56,875          | 57,592          |
| 2000年（平成12年） | 86,700          | 87,946          |
| 2001年（平成13年） | 70,143          | 71,586          |
| 2002年（平成14年） | 68,386          | 70,349          |
| 2003年（平成15年） | 66,674          | 69,464          |
| 2004年（平成16年） | 74,838          | 77,588          |
| 2005年（平成17年） | 83,357          | 85,773          |
| 2006年（平成18年） | 76,451          | 79,455          |
| 2007年（平成19年） | 71,544          | 75,861          |

## 相鄰車站
島原鐵道
島原鐵道線
口之津－白濱海水浴場前－加津佐

## 注腳
1. ↑  《島原鐵道100年史》島原鐵道，2008年，141頁指出是在1987年（昭和62年）6月
2. ↑  第56版（平成21年）長崎統計年鑑 （页面存档备份，存于）（日語） - 長崎縣
3. ↑  長崎縣統計年鑑  （页面存档备份，存于）（日語）